# Monolepta castanoptera
Monolepta castanoptera es una especie de insecto coleóptero de la familia Chrysomelidae.
Fue descrita científicamente en 1924 por Weise.